# Оксид платины(III)
Оксид платины(III) — неорганическое соединение, 
окисел металла платины с формулой Pt2O3,
не растворяется в воде,
образует гидрат — тёмно-коричневый осадок.

## Получение
- Обработка раствора трихлорида платины карбонатом натрия:

{\displaystyle {\mathsf {Pt_{2}Cl_{6}+3Na_{2}CO_{3}+nH_{2}O\ {\xrightarrow {}}\ Pt_{2}O_{3}\cdot nH_{2}O\downarrow +6NaCl+3CO_{2}\uparrow }}}

## Физические свойства
Оксид платины(III) образует гидрат — тёмно-коричневый осадок состава Pt2O3•n H2O.
Не растворяется в воде.